# Trigoniulus acolastus
Trigoniulus acolastus är en mångfotingart som beskrevs av Filippo Silvestri 1897. Trigoniulus acolastus ingår i släktet Trigoniulus och familjen Trigoniulidae. Inga underarter finns listade i Catalogue of Life.